# Chemin de fer Aigle-Leysin

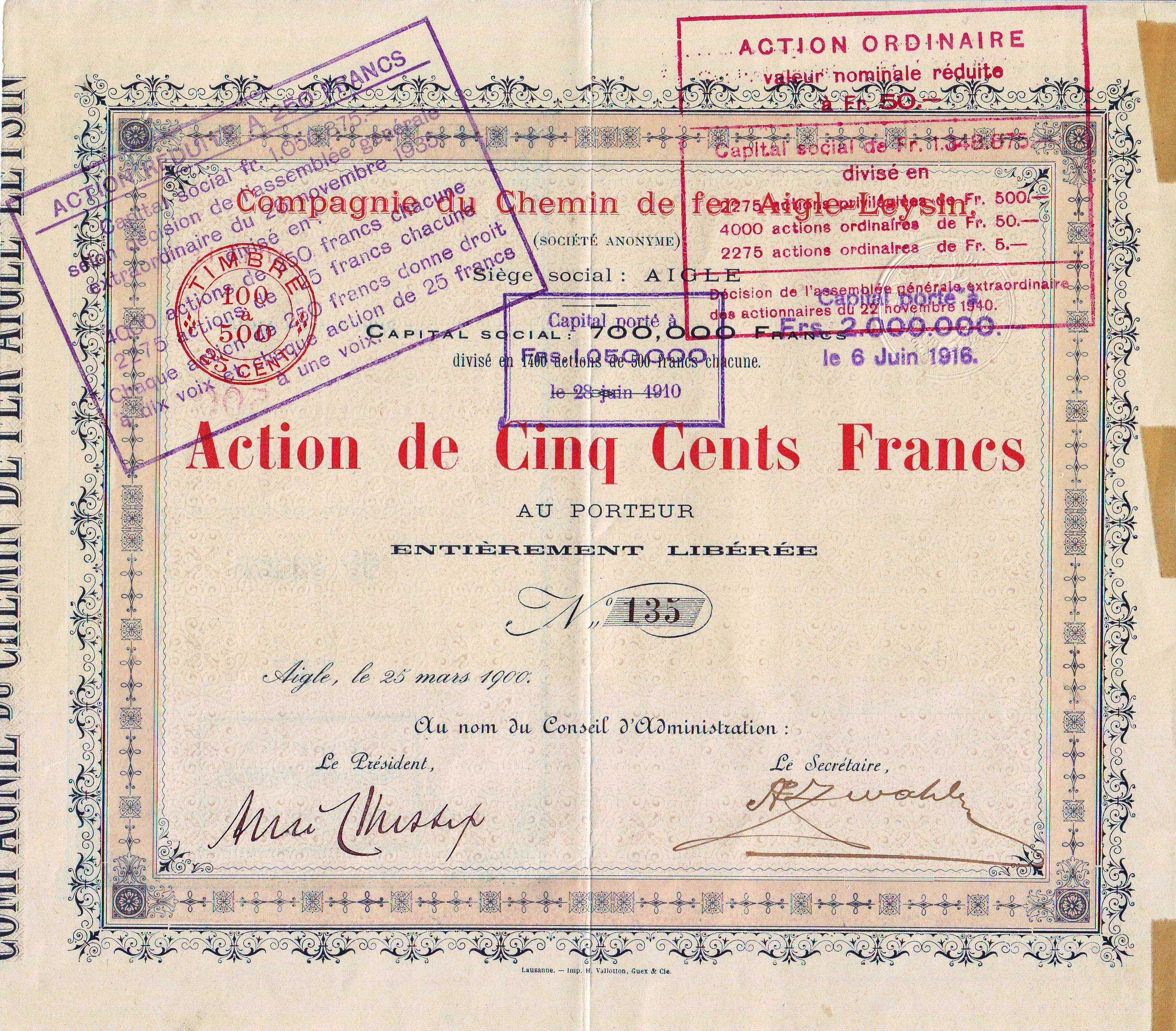
Action de la Compagnie du Chemin de fer Aigle-Leysin en date du 25 mars 1900

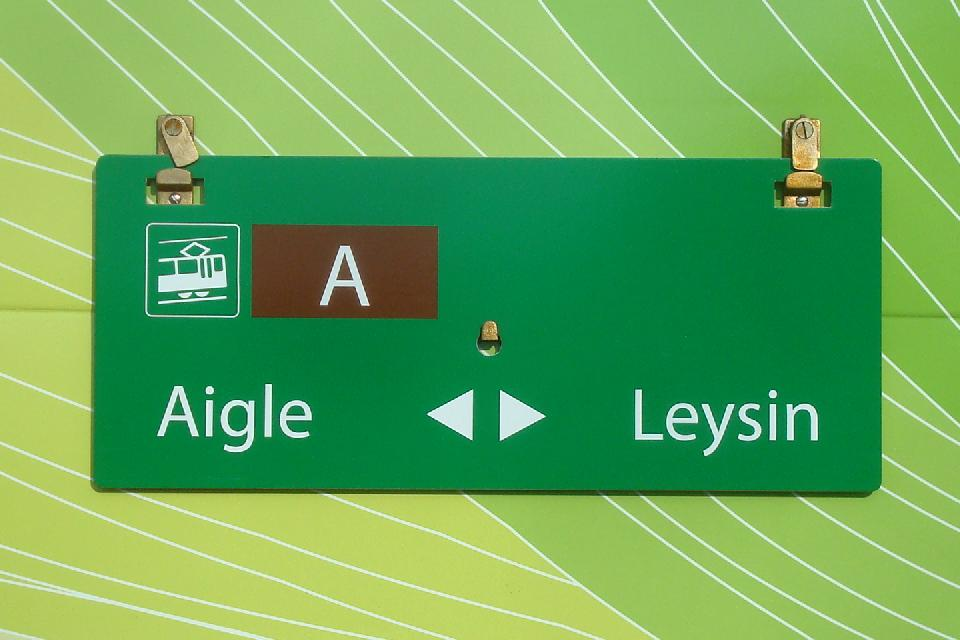
Plaque de direction Aigle-Leysin avec sa nouvelle charte graphique.

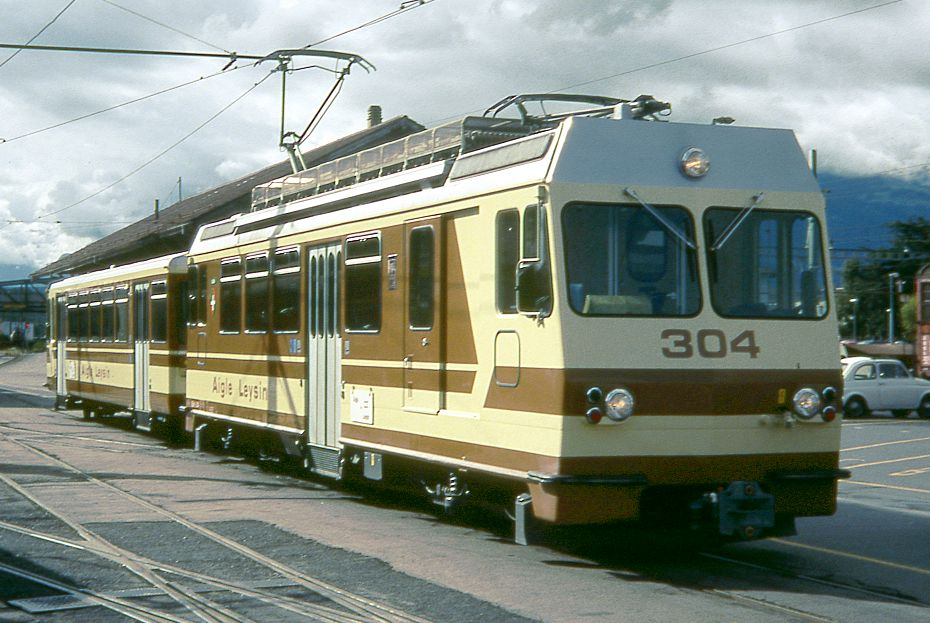
L'AL sous ses anciennes couleurs en gare d'Aigle.

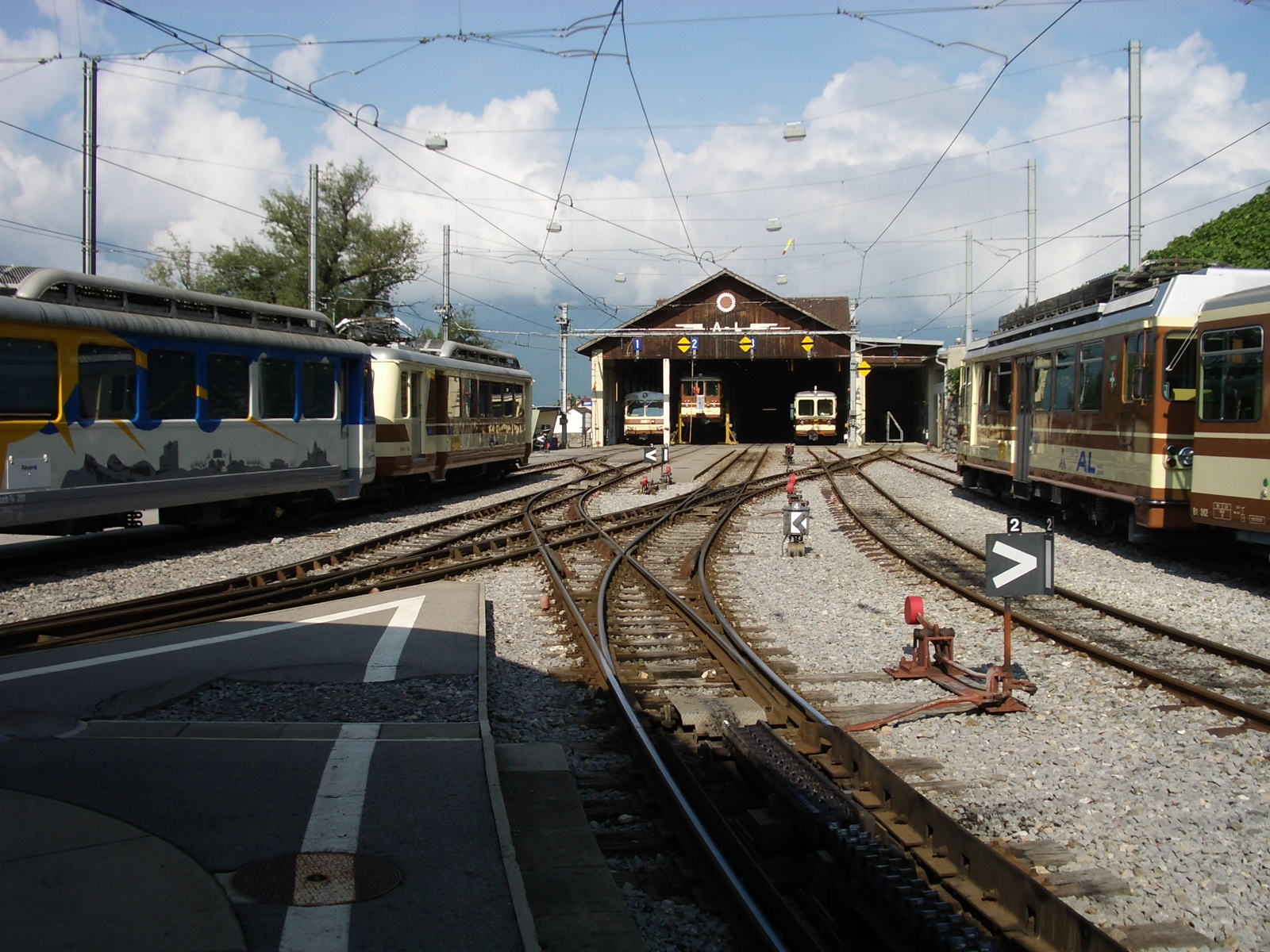
Le dépôt d'Aigle avec des automotrices aux anciennes couleurs.

La ligne R70 Aigle-Leysin, ou anciennement ligne A, est une ligne de chemin de fer longue de 6,2 km, à voie unique à écartement métrique, reliant la gare d'Aigle à Leysin et une ancienne entreprise ferroviaire.
L'ancienne entreprise chemin de fer Aigle-Leysin (AL) fait partie depuis 1999 de Transports Publics du Chablais (TPC) qui comprend :
- Chemin de fer Bex-Villars-Bretaye (BVB) ;
- Chemin de fer Aigle-Leysin (AL) ;
- Chemin de fer Aigle-Sépey-Diablerets (ASD) ;
- Chemin de fer Aigle-Ollon-Monthey-Champéry (AOMC).

La gare de départ d'Aigle CFF est commune aux chemins de fer Aigle-Sépey-Diablerets (ASD) et chemin de fer Aigle-Ollon-Monthey-Champéry (AOMC).

## Histoire
- 5 mai 1900 : mise en service du tronçon Aigle JS (Jura-Simplon actuellement Aigle CFF) - Grand-Hôtel des bains (Aigle)[2].
- 5 novembre 1900 : mise en service du tronçon Grand-Hôtel des bains - Feydey (Leysin)
- 1912 : Doublement de la voie entre Leysin-Village et Leysin-Feydey
- Septembre 1915 : La ligne est prolongée jusqu'au terminus actuel de Leysin-Grand Hôtel.
- En 1946, un premier renouvellement du parc de matériel roulant a été entrepris et la tension de la ligne de contact portée de 650 à 1 300 volts. Cela a permis de réduire la durée des temps de parcours de près de 30 minutes.

## Caractéristiques
- Longueur : 6,2 km dont 5,1 km à crémaillère Abt
- Voie métrique
- Double voie sur 0,70 km
- Pente maximale : 230 ‰
- Altitude minimale : Aigle 404 m
- Altitude maximale : Leysin-Grand-hôtel 1 451 m
- Passagers : 250 000 en 2004 - 407 071 en 2016[3]
- Matériel : 5 automotrices :
  - BDeh 4/4 301 & 302 ; Bt 351 & 352 (SIG/SAAS 1966)
  - BDeh 4/4 311 à 313 ; Bt 361 à 363 (ACMV/SLM/BBC 1987, 1993)
- Taux de couverture : 20 % par les billets
- Subvention : 3,7 millions de francs suisses en 2005

## Sources
Fonds : Compagnie de chemin de fer Aigle-Leysin (1899 - 2000) [70.20 mètres linéaires].  Cote : CH-000053-1 PP 1093. Archives cantonales vaudoises (présentation en ligne).